# Startkabel.nl
Startkabel.nl is een website die in de hoofdmoot bestaat uit een verzameling van bijna een miljoen hyperlinks, verdeeld over ruim 7.500 dochterpagina's. Hierbij worden veelal diensten aangeboden, zoals discussieforums en polls.

## Getallen
Startkabel.nl is een van de best bezochte Nederlandse websites met een bereik van 15 procent volgens de STIR in 2006. Het netwerk van Startkabel.nl trekt dagelijks gemiddeld 500.000 bezoekers. In augustus 2007 telt startkabel.nl zo'n 7.500 webportalen (Startkabel.nl dochters) met verzamelingen links over allerlei onderwerpen.

## Oprichting
Startkabel.nl is op 9 mei 2000 opgericht nadat Startpagina.nl verkocht werd aan uitgeversconcern VNU. Startkabel.nl bleek naast Startpagina.nl een succesvol concept dankzij de vele vrijwilligers die mee hielpen het opzetten van dochterpagina's.
Sinds medio 2001 brengt Startkabel.nl ook wekelijks een gratis e-zine uit genaamd Site Seeing met ruim 170.000 abonnees.